# Lisa Block de Behar
Lisa Block de Behar (* 12. März 1937 in Montevideo) ist eine uruguayische Literaturwissenschaftlerin und Hochschullehrerin.

## Leben
Lisa Block de Behar schloss 1973 eine linguistische Ausbildung am Instituto de Profesores Artigas (IPA) ab und promovierte an der École des Hautes Études en Sciences Sociales in Paris mit einer Dissertation über die Rhetorik der Stille. Sie wurde Direktorin des Instituts für Kommunikationswissenschaften und Professorin für Semiotik und Interpretationstheorie an der Universidad de la República sowie Literaturtheorie am Lehrerinstitut in Montevideo. Gegenwärtig ist sie Professorin für Kommunikationsanalyse. Auch wirkte sie als Gastdozentin an italienischen, israelischen und kanadischen Universitäten.
Block de Behar hat Werke herausgegeben von Louis Auguste Blanqui, Emir Rodríguez Monegal, Adolfo Bioy Casares, Jorge Luis Borges und Haroldo de Campos.
Lisa Block de Behar ist mit Isaac Behar verheiratet und hat zwei Söhne.

## Auszeichnungen (Auszug)
- 1984: Premio Xavier Villaurrutia de escritores para escritores, Mexiko, für ihre Dissertation Una retórica del silencio
- 1984: Fellow Fulbright, Yale University
- 1987: Fellow Guggenheim
- 1990: Fellow Fulbright, Princeton University
- 1992: Fellow Institute for Advanced Study, Indiana University Bloomington
- 2002: Humboldt Research Award der Alexander von Humboldt-Stiftung[2], Berlin
- 2017: Ehrendoktorwürde (Dr. hc) der Universidad de la República, Uruguay

## Schriften
- Análisis de un lenguaje en crisis. Recursos del humor verbal en la narrativa latinoamericana contemporánea, Nuestra tierra, Montevideo, 1969
- El lenguaje de la publicidad, Siglo XXI Editores, México y Buenos Aires, 1973
- Una retórica del silencio. Funciones del lector y procedimientos de la lectura literaria, Siglo XXI Editores, México, 1984.
  - Englische Ausgabe: A rhetoric of silence and other selected writings, Mouton De Gruyter, Berlin, 1995, ISBN 3-11-014425-5
- Al margen de Borges, Siglo XXI Editores. Buenos Aires y México, 1987. 
  - Italienische Ausgabe: Al margine di Borges, Edizioni dal Sud, Bari, 1997
- Jules Laforgue o las metáforas del desplazamiento, Montevideo, 1987. 
  - Französische Ausgabe: Jules Laforgue. Les métaphores du déplacement, L'Harmattan, París, 2004
- Dos medios entre dos medios. Sobre la representación y sus dualidades, Siglo XXI Editores, México y Buenos Aires, 1990
- Una palabra propiamente dicha, Siglo XXI Editores, México y Buenos Aires, 1994
- Borges ou les gestes d'un voyant aveugle, Champion, París, 1998
- Borges. La pasión de una cita sin fin, Siglo XXI Editores, México, 1999. 
  - Englische Ausgabe: Borges. The passion of an endless quotation, SUNY Press, New York, 2002
- Adriana Contreras. Fragmentos de obra (en colaboración con Haroldo de Campos), Albedrío, México, 2001
- Medios, pantallas y otros lugares comunes. Sobre cambios e intercambios verbales y visuales en tiempos mediáticos, Katz, Buenos Aires, 2009
- Borges, Bioy, Blanqui y las leyendas del nombre. Siglo XXI Editores, México, 2011
- Borges. The Passion of an Endless Quotation. 2nd ed. SUNY Press, New York, 2014
- Derroteros literarios. Temas y autores que se cruzan en tierras del Uruguay. Universidad de la República/CSIC, Montevideo, 2015

Herausgeberschaften und Übersetzungen
- Emir Rodríguez Monegal. Homenaje. Edición y prólogo de Lisa Block de Behar. Ministerio de educación y cultura, Montevideo, 1987
- Diseminario. La desconstrucción, otro descubrimiento de América. Edición y prólogo de Lisa Block de Behar, xyz, Montevideo, 1987
- Términos de comparación. Los estudios literarios entre historias y teorías. Edición y prólogo de Lisa Block de Behar, Academia Nacional de Letras, Montevideo, 1991
- Christian Metz y la teoría del cine. Versión, Buenos Aires, 1992
- De la amistad y otras coincidencias: Adolfo Bioy Casares en el Uruguay. Coordinación de Lisa Block de Behar e Isidra Solari, CCIS, Montevideo, 1993
- Lautréamont y Laforgue: La cuestión de los orígenes/La quête des origines. Editado por Lisa Block de Behar, François Caradec y Daniel Lefort, Academia Nacional de Letras, Montevideo, 1993
- Louis-Auguste Blanqui: L'Éternité par les astres. Préface de Lisa Block de Behar, Slatkine, París/Genève, 1996
- Special issue Christian Metz, Mouton De Gruyter, Berlin, 1996
- Escrito sobre el cine. Edición y prólogo de Lisa Block de Behar, CSIC, Montevideo, 1997
- Comparative Literature Worldwide / La littérature comparée dans le monde. Vol. II. Editor Lisa Block de Behar, ICLA, Montevideo, 2000
- Louis-Auguste Blanqui: La eternidad a través de los astros. Traducción y prólogo de Lisa Block de Behar, Siglo XXI Editores, México, 2000
- Special issue Jorge Luis Borges: the praise of signs, Mouton De Gruyter, Berlin, 2002
- Emir Rodríguez Monegal: Obra selecta. Prólogo y antología de Lisa Block de Behar, Biblioteca Ayacucho, Caracas, 2003
- Entre mitos & conocimiento. Coordinación y prólogo de de Lisa Block de Behar, ICLA, Montevideo, 2003
- Cine y totalitarismo. Lisa Block de Behar & Eduardo Rinesi (Editores), La Crujía, Buenos Aires, 2007
- France - Amérique latine: Croisements de lettres et de voies. Sous la direction de Walter Bruno Berg & Lisa Block de Behar, L'Harmattan, París, 2007
- Haroldo de Campos, Don de poesía: ensayos críticos sobre su obra. Coordinación de Lisa Block de Behar, Linardi & Risso, Montevideo, 2009
- Louis-Auguste Blanqui: L'Éternité par les astres. Seconde édition avec amendements at ajouts, édité avec une introduction et notes par Lisa Block de Behar, Slatkine, Genève, 2009